# Conan Edogawa
Conan Edogawa (jap. 江戸川 コナン, Edogawa Konan) ili Shinichi Kudo (工藤 新 一, Shin'ichi Kudo) je glavni lik i protagonist iz animea i mange Detektiv Conan (jap. 名 探偵 コナン). Priča prati avanture sedamnaestogodišnjeg detektiva koji je imao vrlo nezgodan obračun s dvojicom kriminalaca iz tajne organizacije s kodnim imenima  "Gin" i "Vodka" koji su ga prisilili da proguta misteriozni otrov APTX 4869. Rijetka strana efekta u tom otrovu pretvori Shinichija u sedmogodišnjeg dječaka, on sakrije svoj identitet te odluči da će njegovo "novo" ime bit Conan Edogawa. Dok u nadi čeka da jednom zauvijek zaustavi tajni sindikat, pred njim dolaze teški slučajevi koje on osobno mora riješit. U engleskoj verziji je Shinichi preimenovan u Jimmy.